# Luoding
Luoding (uitgesproken als [Lwoh-ding]) is een stadsarrondissement in de Chinese provincie Guangdong van China. De stad heeft meer dan één miljoen inwoners. Luoding hoort bij de stadsprefectuur Yunfu.